# Fabio Biscegli Jatene
Fabio Biscegli Jatene (São Paulo, 20 de março de 1955) é um médico brasileiro.
Foi eleito membro da Academia Nacional de Medicina em 2014, ocupando a Cadeira 29, da qual Daniel de Oliveira Barros D'Almeida é o patrono.